# Krzysztof Ciesielski
Krzysztof Ciesielski (* 12. Juni 1974 in Kalisz) ist ein ehemaliger polnischer Straßenradrennfahrer.
Krzysztof Ciesielski wurde 1992 Erster der Gesamtwertung bei dem Juniorenrennen Cup of Grudziadz Town President. Im Jahr 2000 wurde er Profi bei der polnischen Mannschaft Atlas-Lukullus. 2001 wechselte er zu Servisco und ab 2004 fuhr er für DHL-Author. 2004 wurde Ciesielski polnischer Vizemeister im Einzelzeitfahren. Im Jahr darauf gewann er das österreichische Eintagesrennen Raiffeisen Grand Prix. 2007 beendete er seine Radsportlaufbahn.

## Erfolge
2005
- Raiffeisen Grand Prix

## Teams
- 2000 Atlas-Lukullus
- 2001 Servisco
- 2002–2003 Servisco-Koop
- 2003 Servisco-Koop
- 2004–2007 DHL-Author